# Henri de Lassus Saint-Geniès
Henri de Lassus Saint-Geniès (ur. 2 kwietnia 1938 w Munster) – francuski polityk, menedżer i samorządowiec, poseł do Parlamentu Europejskiego IV kadencji.

## Życiorys
Członek arystokratycznej rodziny de Lassus Saint-Geniès. Absolwent École centrale Paris, kształcił się również w zakresie zarządzania na Massachusetts Institute of Technology. Pracował m.in. w turystyce i administracji publicznej. Od 1984 do 1986 był dyrektorem instytucji Tourisme France, pełnił też kierownicze funkcje w organach Air France. W latach 1977–1989 zasiadał w radzie miejskiej w Tuluzie. Od 1991 do 1992 był dyrektorem gabinetu politycznego Jeana-Michela Bayleta, pełniącego funkcję ministra turystyki. W 1998 z ramienia Lewicowej Partii Radykalnej objął wakujący mandat w Europarlamencie IV kadencji (w miejsce Noëla Mamère). Sprawował go do 1999, zasiadając w Komisji ds. Polityki Regionalnej.